# ماريو باسلر
ماريو باسلر (بالألمانية: Mario Basler)
لاعب كرة قدم ألماني سابق من مواليد 18 ديسمبر 1968 ،و مدرب كرة قدم حالي.
بدأ مسيرته الكروية مع نادي كايزرسلاوترن في سنة 1984، ولعب معهم حتى سنة 1989، وفي سنة 1989 انتقل إلى نادي روت ويس إيسين، ولعب معهم حتى سنة 1991، وفي عام 1991 انتقل إلى نادي هيرتا برلين، ولعب معهم حتى عام 1993، وفي سنة 1993 انتقل إلى نادي فيردر بريمن، ولعب معهم حتى سنة 1996، وفي سنة 1996 انتقل إلى نادي بايرن ميونخ، ولعب معهم حتى سنة 1999، وفي سنة 1999 انتقل إلى نادي كايزرسلاوترن، ولعب معهم حتى سنة 2003، وفي موسم 2003/2004 انتقل إلى نادي نادي الريان الرياضي القطري.
وقد لعب مع منتخب ألمانيا لكرة القدم.
وهو يدرب نادي واتنهيم.

## روابط خارجية
- ماريو باسلر على موقع الاتحاد الدولي (مؤرشف)  (الإنجليزية)
- ماريو باسلر على موقع قاعدة بيانات كرة القدم.إي يو (الإنجليزية)
- ماريو باسلر على موقع بيانات كرة القدم. دي إي (الألمانية)
- ماريو باسلر على موقع ناشيونال فوتبول تيمز (الإنجليزية)
- ماريو باسلر على موقع عالم كرة القدم.نت (الإنجليزية)